# Kodovjat
Kodovjat là một xã trong quận Gramsh thuộc hạt Elbasan, Albania. Dân số năm 2005 là 3580 người.